# Daniel Lee
Daniel Lee (Bradford, 22 gennaio 1986) è uno stilista britannico, direttore creativo di Burberry.
Da giugno 2018 al novembre 2021 è stato direttore creativo di Bottega Veneta, brand italiano di pelletteria di lusso.

## Biografia

### I primi anni
Daniel Lee cresce a Bradford, da una famiglia di ceto medio: il padre era un meccanico e la madre un’impiegata. Lee ha studiato alla Dixons City Academy, per poi concludere gli studi con un master presso la prestigiosa Central Saint Martins College of Art and Design, dove il suo tutor è stata Louise Wilson. 
Daniel Lee inizia la sua carriera come stagista da Margiela e da Balenciaga, sotto la direzione di Nicolas Ghesquière, e nel 2010, dopo la laurea, ottiene una posizione da Donna Karan a New York.
Nel 2012 lascia Donna Karan per lavorare a Parigi per il brand Céline, qui è per la prima volta membro del team di design, e diventa poi responsabile dell’abbigliamento ready-to-wear.

### Bottega Veneta
Nel giugno 2018, Kering nomina Daniel Lee come direttore creativo di Bottega Veneta,  con l’obiettivo di dare nuova linfa vitale al brand di lusso italiano, e di sviluppare una produzione ready-to-wear. Nell’agenda c’è anche il lancio di una collezione casa e la rielaborazione dell’abbigliamento uomo ready-to-wear.
Daniel Lee mantiene lo stesso team di artigiani, e porta avanti la tradizione di Bottega Veneta di puntare su tecniche di alto artigianato e prodotti di lusso discreto, semplici e che non hanno bisogno di un logo per essere riconoscibili.
Per creare il nuovo look di Bottega Veneta, Lee ha mantenuto le caratteristiche iconiche del marchio, come l’Intrecciato, ma è comunque riuscito a infondere più edonismo/desiderabilità ai prodotti del brand.
Daniel Lee ha disegnato la Pouch clutch bag
che è subito diventata la borsa più venduta nella storia del marchio, la trasformazione di Bottega Veneta sotto la direzione creativa di Lee ha dato vita all’espressione “Nuova Bottega”.
Daniel Lee è stato definito da Vogue “il radical tranquillo della moda internazionale” e “l’uomo delle meraviglie della moda” da Harper's Bazaar.
Il 10 Novembre 2021, il gruppo Kering rilascia un comunicato stampa annunciando la fine della collaborazione con lo stilista.

### Vita privata
È stata documentata dalla stampa una relazione di Lee con il ballerino italiano Roberto Bolle.

## Riconoscimenti
- 2019: 4 Fashion Awards (Brand dell’anno, Abbigliamento Donna, Designer dell’anno, Designer di accessori dell’anno) [21][22]